# 검조기

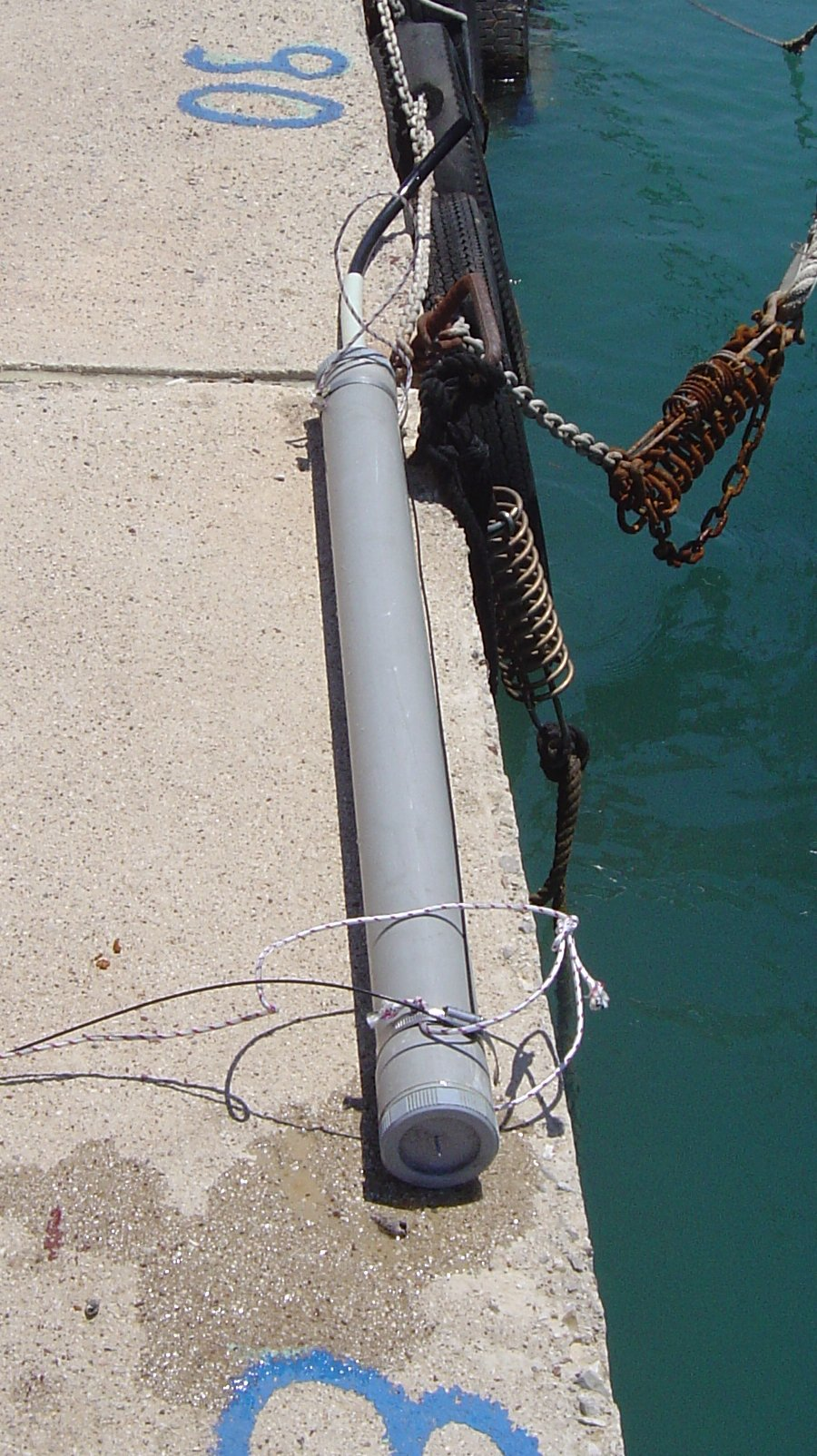
검조기

검조기(Tide gauge)는 수직기준면(vertical datum)과 상대적인 해수면의 변화를 측정하기 위한 기기이다. mareograph, marigraph, sea-level recorder, limnimeter 등 다른 용어로도 알려져 있다. 검조기를 사용하여 측정하는 행위는 검조라고 한다.

## 역사
해수면을 측정하는 일은 1830년 즈음까지 검조주(tide staff)를 이용하는 단순한 방식을 사용하여 이루어졌다. 이후 자체 기록을 할 수 있는 게이지가 등장했다.

## 같이 보기
- 해수면 상승
- 수표 (수리학)
- 데니슨 성채